# Liga LEB Oro 2015-16
La XX edición del campeonato de baloncesto de Leb Oro corresponde a la temporada 2015/16. Se está disputando desde octubre y acabará a finales de mayo con la disputa de la final de la eliminatoria de ascenso a la Liga Endesa ACB 2016/17.
El campeón del torneo es el Quesos Cerrato Palencia, que se aseguró la primera plaza del torneo al ganar 78-65 al Ourense Provincia Termal en el pabellón Marta Domínguez de la ciudad castellana en la jornada 29 de la liga regular.

## Formato de la competición
La Liga Leb Oro 2015/16, el segundo nivel del baloncesto español, la disputan 16 equipos. Está dividida en dos fases, liga regular, que determina al campeón del torneo, los descensos y los equipos que juegan la segunda fase, el play-off de ascenso a Liga Endesa.

### Liga Regular[1]
En la primera fase se enfrentan los 16 equipos entre sí dos veces, primero en uno de los pabellones de los equipos y posteriormente en la cancha del equipo contrario. Cada equipo juega contra todos los rivales de la categoría antes de jugar un segundo partido contra uno de los equipos. Así pues, al finalizar la jornada 15.º han jugado todos contra todos una vez y al finalizar el campeonato, en la jornada 30, han jugado todos dos veces contra sus oponentes.
Los equipos se van ordenando jornada a jornada en una clasificación que lidera el equipo con más puntos (en la teoría, el que logre más victorias) y cerraría el equipo con menos puntos (el que menos partidos gane). El ganador del partido recibe 2 puntos y el perdedor, 1.

#### Efectos de la clasificación de la Liga Regular[1]
Tras la disputa de la jornada 15.º (última de la primera vuelta)
- El líder de la competición juega como local la Copa Princesa de Asturias 2016
- El segundo clasificado disputa como visitante la Copa Princesa de Asturias 2016

Tras la disputa de todos los partidos de la liga regular (jornada 30.º)
- El líder se convierte en campeón de la Liga Leb 2015/16 y ascendería a la Liga Endesa si cumpliera las condiciones exigidas.
- Los conjuntos situados entre el segundo y noveno clasificado, ambos inclusive, juegan el play-off de ascenso.
- El 15.º y 16.º clasificados descienden a la Liga Leb Plata 2016/17

### Play-off de ascenso[1]
Los equipos que finalicen la fase regular entre el 2.º y el 9.º puesto juegan un play-off de ascenso de tres rondas mediante el sistema del KO, equipo que pierde la eliminatoria, equipo eliminado. Todas las rondas se juegan al mejor de cinco partidos.
- La primera eliminatoria enfrenta al segundo clasificado con el noveno, al tercero con el octavo, al cuarto con el séptimo y al quinto con el sexto.
- La segunda eliminatoria enfrenta al ganador del 2.º/9.º contra el ganador del 5.º/6.º y al vencedor del 3.º/8.º contra el mejor del partido entre el 4.º y 7.º.
- La eliminatoria final enfrenta a los dos ganadores de la segunda eliminatoria entre sí.

La ventaja de campo siempre la tendrá el equipo mejor clasificado, salvo que participase el campeón de la Copa Princesa y acabara la liga entre el 3.º y el 5.º clasificado. En este caso, la ventaja de campo la tendrá siempre el campeón de la Copa Princesa y posteriormente el resto, pasando el segundo clasificado a ocupar el puesto del tercero y así hasta el puesto donde finalizara la liga el ganador de la Copa Princesa.

#### Efectos de la disputa de la eliminatoria de ascenso
- El ganador de la eliminatoria de ascenso ascenderá a la Liga Endesa si cumpliera las condiciones exigidas.

## Equipos participantes
En la XX edición de la Liga Leb Oro participan 16 equipos. En un principio iban a ser 14, pero tras varios vaivenes se amplió la cifra en dos conjuntos más. Teniendo en cuenta la temporada pasada y su clasificación, los equipos son los siguientes:

### Descendidos desde Liga ACB 2014/15
- Ninguno: desde la ACB no se permitió ni el ascenso de Ford Burgos (el tercero frustrado de manera consecutiva para un conjunto burgalés) ni el de Ourense Provincia Termal, por lo que Gipuzkoa Basket ni Montakit Fuenlabrada fueron repescados por la Asociación de Clubes de Baloncesto, organizadores de la primera división baloncestística española.

En septiembre de 2015 la ACB aceptó el ascenso de Ourense Provincia Termal para la temporada 2016/17.

### Participantes en la Liga Leb Oro 2014/15
- Ourense Provincial Termal, 2.º clasificado. No obtuvo plaza en Liga Endesa 2015/16
- Ribeira Sacra Breogan Lugo, 3.º clasificado
- Palma Air Europa, 5.º clasificado
- Actel Força Lleida, 6.º clasificado
- Planasa Navarra, 7.º clasificado
- Quesos Cerrato Palencia, 8.º clasificado
- Club Melilla Baloncesto, 9.º clasificado
- Leyma Básquet Coruña, 10.º clasificado
- Unión Financiera Baloncesto Oviedo, 11.º clasificado
- Peñas Huesca, 12.º clasificado
- Cocinas.com, 13.º clasificado
- CB Prat Joventut, 15.º clasificado. Finalizó la Liga Leb Oro 2014/15 en puesto de descenso, pero se mantiene en esta competición.

### Ascendidos desde la Liga Leb Plata 2014/15
- Cáceres Patrimonio de la Humanidad. 1.º clasificado. Asciende como campeón de Liga Leb Plata 2014/15
- Amics Castelló. 2.º clasificado. Asciende como ganador de la eliminatoria de ascenso a Leb Oro
- FC Barcelona Lassa B. 13.º clasificado. Admitido por la FEB[8]

### Equipos de nueva creación
- San Pablo Burgos. Admitido por la FEB.[8]

### Conjuntos desaparecidos de la Liga Leb Oro
Los equipos que no están en esta temporada, y deportivamente tenían un puesto ganado, son el Club Baloncesto Tizona de Burgos, campeón de Leb Oro 2014/15 y que declinó participar en esta edición de la liga, el Club Baloncesto Valladolid, cuarto clasificado y en 2016 se encuentra sin actividad alguna, y el Clínicas Rincón, decimocuarto clasificado, que disputó la Liga Leb Plata 2014/15.

## Desarrollo de la competición

### Liga Regular

#### Clasificación general
| Pos. | Equipo                             | PJ | G  | P  | PF   | PC   | DP   | Pts | Ascenso, clasificación o descenso |
| ---- | ---------------------------------- | -- | -- | -- | ---- | ---- | ---- | --- | --------------------------------- |
| 1    | Quesos Cerrato Palencia (C)        | 30 | 23 | 7  | 2407 | 2157 | +250 | 53  | Ascenso a ACB                     |
| 2    | Club Melilla Baloncesto            | 30 | 22 | 8  | 2427 | 2182 | +245 | 52  | Clasificado para playoffs         |
| 3    | San Pablo Inmobiliaria Burgos      | 30 | 18 | 12 | 2290 | 2167 | +123 | 48  | Clasificado para playoffs         |
| 4    | Unión Financiera Baloncesto Oviedo | 30 | 18 | 12 | 2286 | 2330 | −44  | 48  | Clasificado para playoffs         |
| 5    | Leyma Básquet Coruña               | 30 | 17 | 13 | 2424 | 2348 | +76  | 47  | Clasificado para playoffs         |
| 6    | Cafés Candelas Breogán             | 30 | 17 | 13 | 2315 | 2231 | +84  | 47  | Clasificado para playoffs         |
| 7    | Peñas Huesca                       | 30 | 16 | 14 | 2252 | 2176 | +76  | 46  | Clasificado para playoffs         |
| 8    | Ourense Provincia Termal           | 30 | 15 | 15 | 2229 | 2293 | −64  | 45  | Clasificado para playoffs         |
| 9    | Cáceres Patrimonio de la Humanidad | 30 | 14 | 16 | 2164 | 2249 | −85  | 44  | Clasificado para playoffs         |
| 10   | Palma Air Europa                   | 30 | 14 | 16 | 2309 | 2286 | +23  | 44  |                                   |
| 11   | Amics Castelló                     | 30 | 13 | 17 | 2406 | 2454 | −48  | 43  |                                   |
| 12   | FC Barcelona Lassa B               | 30 | 13 | 17 | 2271 | 2346 | −75  | 43  |                                   |
| 13   | Cocinas.com                        | 30 | 11 | 19 | 2351 | 2373 | −22  | 41  |                                   |
| 14   | CB Prat Joventut                   | 30 | 10 | 20 | 2105 | 2334 | −229 | 40  |                                   |
| 15   | Planasa Navarra                    | 30 | 10 | 20 | 2177 | 2343 | −166 | 40  | Descenso a LEB Plata              |
| 16   | Actel Força Lleida                 | 30 | 9  | 21 | 2161 | 2305 | −144 | 39  | Descenso a LEB Plata              |

 Fuente: LEB Oro

##### Resultados de la liga
- Campeón de liga y ascenso a Liga ACB 2016/17, si cumple los requisitos exigidos: Quesos Cerrato Palencia
- Descendidos a Leb Plata: Planasa Navarra y Actel Força Lleida.

##### Clasificados a los play-off de ascenso
- Club Melilla Baloncesto, como segundo clasificado y con ventaja de campo en todas las eliminatorias
- San Pablo Inmobiliaria, como tercer clasificado
- Unión Financiera Baloncesto Oviedo, como cuarto clasificado
- Leyma Básquet Coruña, como quinto clasificado
- Cafés Candelas Breogán, como sexto clasificado
- Peñas Huesca, como séptimo clasificado
- Ourense Provincia Termal, como octavo clasificado
- Cáceres Patrimonio de la Humanidad, como noveno clasificado

#### Posiciones de cada equipo al finalizar cada jornada y el posterior play-off de ascenso
| Jornada/Equipo                     | 1                       | 2  | 3  | 4  | 5  | 6  | 7  | 8  | 9  | 10 | 11 | 12 | 13 | 14 | 15 | 16 | 17 | 18 | 19 | 20 | 21 | 22 | 23 | 24 | 25 | 26 | 27 | 28 | 29 | 30 | PO |   |
| ---------------------------------- | ----------------------- | -- | -- | -- | -- | -- | -- | -- | -- | -- | -- | -- | -- | -- | -- | -- | -- | -- | -- | -- | -- | -- | -- | -- | -- | -- | -- | -- | -- | -- | -- | - |
| Jornada/Equipo                     | Quesos Cerrato Palencia | 4  | 10 | 5  | 2  | 1  | 1  | 1  | 1  | 1  | 1  | 1  | 1  | 1  | 1  | 1  | 1  | 1  | 1  | 1  | 1  | 1  | 1  | 1  | 1  | 1  | 1  | 1  | 1  | 1  | 1  | 1 |
| Club Melilla Baloncesto            | 2                       | 1  | 3  | 1  | 4  | 8  | 7  | 6  | 4  | 3  | 3  | 3  | 2  | 2  | 2  | 2  | 2  | 2  | 2  | 2  | 2  | 2  | 2  | 2  | 2  | 2  | 2  | 2  | 2  | 2  | 2  |   |
| Peñas Huesca                       | 7                       | 11 | 11 | 12 | 11 | 13 | 13 | 12 | 9  | 10 | 12 | 10 | 9  | 9  | 8  | 5  | 5  | 5  | 3  | 3  | 3  | 3  | 5  | 3  | 3  | 6  | 4  | 6  | 7  | 7  | 3  |   |
| San Pablo Inmobiliaria Burgos      | 12                      | 6  | 4  | 8  | 6  | 3  | 2  | 7  | 7  | 8  | 8  | 5  | 4  | 4  | 4  | 4  | 4  | 4  | 4  | 6  | 9  | 6  | 4  | 5  | 4  | 3  | 3  | 3  | 3  | 3  | 4  |   |
| Leyma Básquet Coruña               | 13                      | 14 | 14 | 13 | 14 | 14 | 14 | 14 | 14 | 13 | 15 | 12 | 11 | 10 | 9  | 11 | 8  | 11 | 10 | 9  | 5  | 7  | 9  | 6  | 5  | 5  | 6  | 5  | 5  | 5  | 5  |   |
| Unión Financiera Baloncesto Oviedo | 10                      | 7  | 12 | 9  | 8  | 5  | 4  | 4  | 5  | 6  | 6  | 8  | 5  | 7  | 5  | 6  | 6  | 6  | 6  | 4  | 4  | 4  | 3  | 4  | 6  | 4  | 5  | 4  | 4  | 4  | 6  |   |
| Cafés Candelas Breogán             | 6                       | 3  | 1  | 6  | 2  | 4  | 8  | 8  | 8  | 7  | 7  | 4  | 6  | 8  | 10 | 10 | 11 | 12 | 11 | 11 | 11 | 11 | 11 | 11 | 11 | 10 | 7  | 7  | 6  | 6  | 7  |   |
| Ourense Provincia Termal           | 15                      | 12 | 10 | 11 | 13 | 11 | 12 | 13 | 11 | 11 | 10 | 9  | 10 | 12 | 13 | 13 | 12 | 10 | 12 | 12 | 12 | 12 | 12 | 12 | 12 | 11 | 9  | 8  | 8  | 8  | 8  |   |
| Cáceres Patrimonio de la Humanidad | 8                       | 4  | 8  | 5  | 7  | 9  | 10 | 11 | 13 | 15 | 13 | 15 | 12 | 11 | 11 | 7  | 10 | 8  | 8  | 8  | 6  | 10 | 8  | 8  | 8  | 8  | 10 | 10 | 9  | 9  | 9  |   |
| Palma Air Europa                   | 3                       | 2  | 9  | 10 | 9  | 7  | 6  | 5  | 2  | 2  | 2  | 2  | 3  | 3  | 3  | 3  | 3  | 3  | 5  | 5  | 7  | 8  | 10 | 9  | 9  | 9  | 11 | 11 | 10 | 10 | 10 |   |
| Amics Castelló                     | 9                       | 8  | 6  | 3  | 5  | 2  | 3  | 2  | 6  | 5  | 5  | 7  | 8  | 6  | 7  | 8  | 7  | 7  | 7  | 7  | 8  | 5  | 6  | 10 | 10 | 12 | 12 | 12 | 11 | 11 | 11 |   |
| FC Barcelona Lassa B               | 5                       | 9  | 7  | 4  | 3  | 6  | 5  | 3  | 3  | 4  | 4  | 6  | 7  | 5  | 6  | 9  | 9  | 9  | 9  | 10 | 10 | 9  | 7  | 7  | 7  | 7  | 8  | 9  | 12 | 12 | 12 |   |
| Cocinas.com                        | 1                       | 5  | 2  | 7  | 10 | 12 | 9  | 10 | 12 | 12 | 14 | 13 | 14 | 14 | 14 | 14 | 15 | 15 | 15 | 14 | 13 | 13 | 13 | 13 | 13 | 13 | 13 | 13 | 13 | 13 | 13 |   |
| CB Prat Joventut                   | 16                      | 16 | 13 | 14 | 15 | 15 | 16 | 16 | 16 | 16 | 16 | 16 | 16 | 16 | 16 | 15 | 16 | 16 | 16 | 16 | 16 | 16 | 15 | 16 | 16 | 15 | 16 | 15 | 14 | 14 | 14 |   |
| Planasa Navarra                    | 14                      | 15 | 15 | 15 | 12 | 10 | 11 | 9  | 10 | 9  | 9  | 11 | 13 | 13 | 12 | 12 | 13 | 13 | 13 | 13 | 14 | 14 | 14 | 14 | 15 | 16 | 15 | 16 | 15 | 15 | 15 |   |
| Actel Força Lleida                 | 11                      | 13 | 16 | 16 | 16 | 16 | 15 | 15 | 15 | 14 | 11 | 14 | 15 | 15 | 15 | 16 | 14 | 14 | 14 | 15 | 15 | 15 | 16 | 15 | 14 | 14 | 14 | 14 | 16 | 16 | 16 |   |

### Play off de ascenso
|  | Cuartos de final                    | Cuartos de final                    | Cuartos de final                    | Cuartos de final                    | Cuartos de final                    | Cuartos de final                    | Cuartos de final                    |                         |     | Semifinales                   | Semifinales                | Semifinales                | Semifinales                | Semifinales                | Semifinales                | Semifinales                |  |   | Finales                      | Finales                      | Finales                      | Finales                      | Finales                      |  |
|  | (22, 24, 29 de abril, 1, 3 de mayo) | (22, 24, 29 de abril, 1, 3 de mayo) | (22, 24, 29 de abril, 1, 3 de mayo) | (22, 24, 29 de abril, 1, 3 de mayo) | (22, 24, 29 de abril, 1, 3 de mayo) | (22, 24, 29 de abril, 1, 3 de mayo) | (22, 24, 29 de abril, 1, 3 de mayo) |                         |     | (6, 8, 13, 15, 17 de mayo)    | (6, 8, 13, 15, 17 de mayo) | (6, 8, 13, 15, 17 de mayo) | (6, 8, 13, 15, 17 de mayo) | (6, 8, 13, 15, 17 de mayo) | (6, 8, 13, 15, 17 de mayo) | (6, 8, 13, 15, 17 de mayo) |  |   | (20, 22, 27, 29, 31 de mayo) | (20, 22, 27, 29, 31 de mayo) | (20, 22, 27, 29, 31 de mayo) | (20, 22, 27, 29, 31 de mayo) | (20, 22, 27, 29, 31 de mayo) |  |
|  |                                     |                                     |                                     |                                     |                                     |                                     |                                     |                         |     |                               |                            |                            |                            |                            |                            |                            |  |   |                              |                              |                              |                              |                              |  |
|  |                                     |                                     |                                     |                                     |                                     |                                     |                                     |                         |     |                               |                            |                            |                            |                            |                            |                            |  |   |                              |                              |                              |                              |                              |  |
|  | 2                                   | Club Melilla Baloncesto             | 72                                  | 73                                  | 88                                  |                                     |                                     |                         |     |                               |                            |                            |                            |                            |                            |                            |  |   |                              |                              |                              |                              |                              |  |
|  | 2                                   | Club Melilla Baloncesto             | 72                                  | 73                                  | 88                                  |                                     |                                     |                         |     |                               |                            |                            |                            |                            |                            |                            |  |   |                              |                              |                              |                              |                              |  |
|  | 9                                   | Cáceres Patrimonio de la Humanidad  | 55                                  | 71                                  | 82                                  |                                     |                                     |                         |     |                               |                            |                            |                            |                            |                            |                            |  |   |                              |                              |                              |                              |                              |  |
|  | 9                                   | Cáceres Patrimonio de la Humanidad  | 55                                  | 71                                  | 82                                  |                                     | 2                                   | Club Melilla Baloncesto | 101 | 97                            | 71                         | 81                         | 88                         |                            |                            |                            |  |   |                              |                              |                              |                              |                              |  |
|  |                                     |                                     |                                     |                                     |                                     |                                     |                                     | Club Melilla Baloncesto | 101 | 97                            | 71                         | 81                         | 88                         |                            |                            |                            |  |   |                              |                              |                              |                              |                              |  |
|  |                                     |                                     | 5                                   | Leyma Básquet Coruña                | 83                                  | 99                                  | 82                                  | 61                      | 82  |                               |                            |                            |                            |                            |                            |                            |  |   |                              |                              |                              |                              |                              |  |
|  | 5                                   | Leyma Básquet Coruña                | 5                                   | Leyma Básquet Coruña                | 83                                  | 99                                  | 82                                  | 61                      | 82  | 90                            | 85                         | 76                         | 83                         | 99                         |                            |                            |  |   |                              |                              |                              |                              |                              |  |
|  | 5                                   | Leyma Básquet Coruña                |                                     |                                     |                                     |                                     |                                     |                         |     |                               |                            | 76                         | 83                         | 99                         |                            |                            |  |   |                              |                              |                              |                              |                              |  |
|  | 6                                   | Cafés Candelas Breogán              | 86                                  | 90                                  | 75                                  | 90                                  | 63                                  |                         |     |                               |                            |                            |                            |                            |                            |                            |  |   |                              |                              |                              |                              |                              |  |
|  | 6                                   | Cafés Candelas Breogán              | 86                                  | 90                                  | 75                                  | 90                                  | 63                                  |                         |     |                               |                            |                            |                            |                            |                            |                            |  | 2 | Club Melilla Baloncesto      | 86                           | 91                           | 93                           |                              |  |
|  |                                     |                                     |                                     |                                     |                                     |                                     |                                     |                         |     |                               |                            |                            |                            |                            |                            |                            |  | 2 | Club Melilla Baloncesto      | 86                           | 91                           | 93                           |                              |  |
|  |                                     |                                     | 7                                   | Peñas Huesca                        | 81                                  | 64                                  | 86                                  |                         |     |                               |                            |                            |                            |                            |                            |                            |  |   |                              |                              |                              |                              |                              |  |
|  | 3                                   | San Pablo Inmobiliaria Burgos       | 7                                   | Peñas Huesca                        | 81                                  | 64                                  | 86                                  | 73                      | 81  | 67                            | 65                         | 74                         |                            |                            |                            |                            |  |   |                              |                              |                              |                              |                              |  |
|  | 3                                   | San Pablo Inmobiliaria Burgos       |                                     |                                     |                                     |                                     |                                     |                         |     |                               |                            | 74                         |                            |                            |                            |                            |  |   |                              |                              |                              |                              |                              |  |
|  | 8                                   | Ourense Provincia Termal            | 72                                  | 64                                  | 85                                  | 91                                  | 61                                  |                         |     |                               |                            |                            |                            |                            |                            |                            |  |   |                              |                              |                              |                              |                              |  |
|  | 8                                   | Ourense Provincia Termal            | 72                                  | 64                                  | 85                                  | 91                                  | 61                                  |                         | 3   | San Pablo Inmobiliaria Burgos | 78                         | 66                         | 71                         | 72                         |                            |                            |  |   |                              |                              |                              |                              |                              |  |
|  |                                     |                                     |                                     |                                     |                                     |                                     |                                     |                         | 3   | San Pablo Inmobiliaria Burgos | 78                         | 66                         | 71                         | 72                         |                            |                            |  |   |                              |                              |                              |                              |                              |  |
|  |                                     |                                     | 7                                   | Peñas Huesca                        | 76                                  | 78                                  | 83                                  | 83                      |     |                               |                            |                            |                            |                            |                            |                            |  |   |                              |                              |                              |                              |                              |  |
|  | 4                                   | Unión Financiera Baloncesto Oviedo  | 7                                   | Peñas Huesca                        | 76                                  | 78                                  | 83                                  | 83                      | 55  | 67                            | 85                         | 67                         |                            |                            |                            |                            |  |   |                              |                              |                              |                              |                              |  |
|  | 4                                   | Unión Financiera Baloncesto Oviedo  |                                     |                                     |                                     |                                     |                                     |                         |     |                               |                            | 67                         |                            |                            |                            |                            |  |   |                              |                              |                              |                              |                              |  |
|  | 7                                   | Peñas Huesca                        | 74                                  | 72                                  | 76                                  | 85                                  |                                     |                         |     |                               |                            |                            |                            |                            |                            |                            |  |   |                              |                              |                              |                              |                              |  |
|  | 7                                   | Peñas Huesca                        | 74                                  | 72                                  | 76                                  | 85                                  |                                     |                         |     |                               |                            |                            |                            |                            |                            |                            |  |   |                              |                              |                              |                              |                              |  |
|  |                                     |                                     |                                     |                                     |                                     |                                     |                                     |                         |     |                               |                            |                            |                            |                            |                            |                            |  |   |                              |                              |                              |                              |                              |  |

## Copa Princesa de Asturias
| 29 de enero de 2016                                                | Quesos Cerrato Palencia                                       | 87–85                                                    | Club Melilla Baloncesto                                    | |  |  |
| 21:00                                                              | Parciales: 21–17, 11–23, 23–12, 10–13 (T.E.: 9–9, 13–11)      | Parciales: 21–17, 11–23, 23–12, 10–13 (T.E.: 9–9, 13–11) | Parciales: 21–17, 11–23, 23–12, 10–13 (T.E.: 9–9, 13–11)   | |  |  |
|                                                                    | Estadísticas Rodríguez 30 Otegui 9 Otegui 5 PIR: Rodríguez 27 | Boxscore Pts Reb Asts Otros                              | Estadísticas Almazán 20 Edwards 10 Franch 5 PIR: Franch 23 | Pabellón: Polideportivo Marta Domínguez, Palencia Asistencia: 3,000 espectadores Árbitros: Torres Sánchez, Sánchez Sixto, García Rodríguez |  |  |
| Quesos Cerrato Palencia, champion of the Copa Princesa de Asturias |                                                               |                                                          |                                                            | |  |  |
|                                                                    |                                                               |                                                          |                                                            | |  |  |